# Deutsche Meisterschaften im Biathlon 2015
Die Deutschen Meisterschaften im Biathlon 2015 fanden vom 4. bis 6. September im Hohenzollern Skistadion bei Langdorf und vom 11. bis 13. September in der Chiemgau-Arena in Ruhpolding statt.
Titelverteidiger der Pokalwertung waren bei den Herren Arnd Peiffer und bei den Damen Franziska Hildebrand.

## Zeitplan
| Datum               | Männer | Männer               | Frauen | Frauen                |
| ------------------- | ------ | -------------------- | ------ | --------------------- |
| Langdorf            |        |                      |        |                       |
| 4. September (Fr.)  |        | Training             |        | Training              |
| 5. September (Sa.)  |        | Sprint (10 km)       |        | Sprint (7,5 km)       |
| 6. September (So.)  |        | Verfolgung (12,5 km) |        | Verfolgung (10 km)    |
| Ruhpolding          |        |                      |        |                       |
| 11. September (Fr.) |        | Training             |        | Training              |
| 12. September (Sa.) |        | Staffel (3 × 7,5 km) |        | Staffel (3 × 6 km)    |
| 13. September (So.) |        | Massenstart (15 km)  |        | Massenstart (12,5 km) |

## Ergebnisse

### Frauen

#### Sprint (7,5 km)

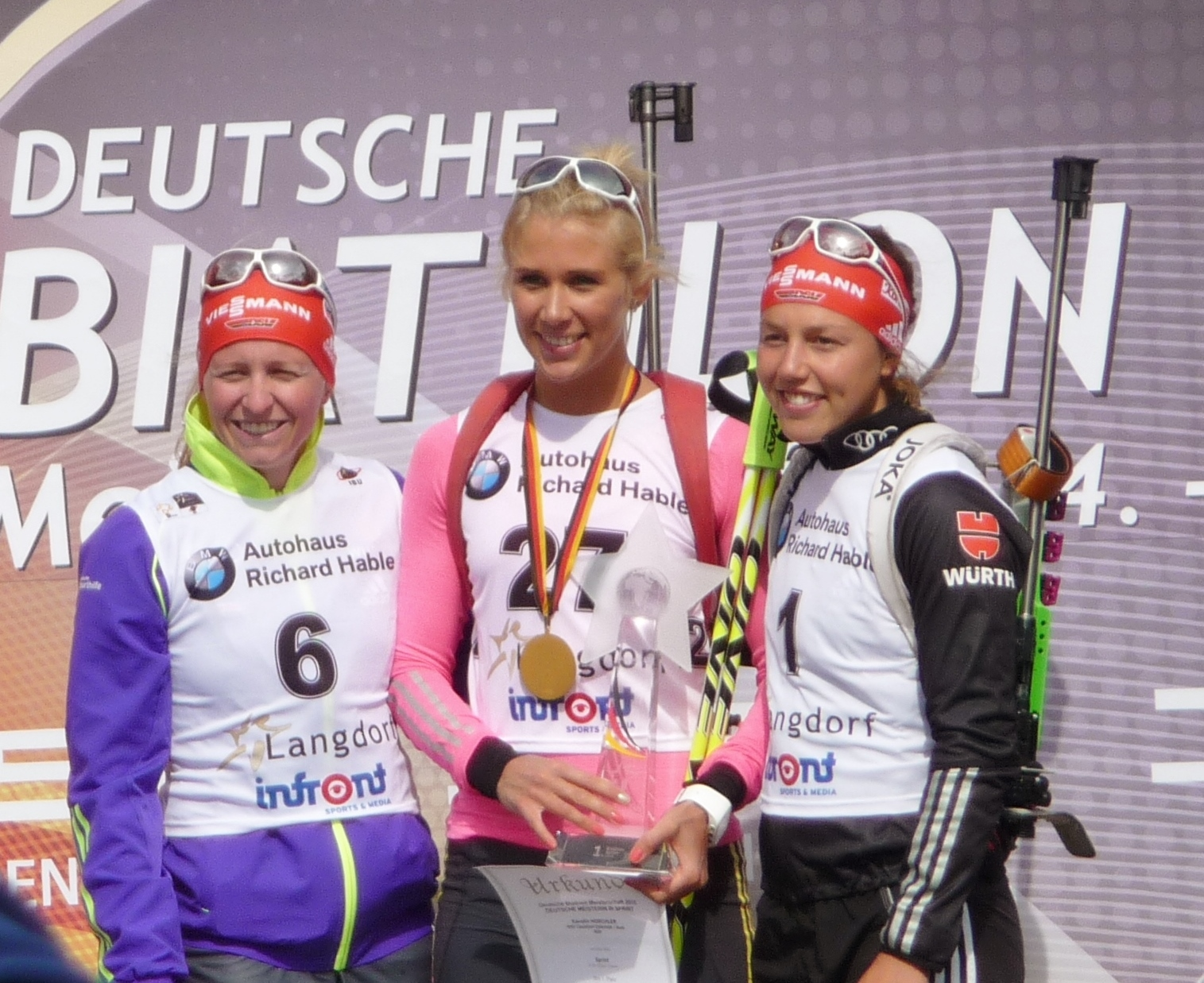
Siegerehrung im Sprint der Frauen

| Platz | Sportlerin           | Verein                          | Landesverband | Schießfehler | Zeit    |
| ----- | -------------------- | ------------------------------- | ------------- | ------------ | ------- |
| 1     | Karolin Horchler     | WSV Clausthal-Zellerfeld / BwB  | NSV           | 0 0          | 19:02,1 |
| 2     | Franziska Hildebrand | WSV Clausthal-Zellerfeld / BwB  | NSV           | 1 0          | 19:15,6 |
| 3     | Laura Dahlmeier      | SC Partenkirchen / ZOLL         | BSV-W         | 1 1          | 19:19,5 |
| 4     | Luise Kummer         | SV Frankenhain / BwO            | TSV           | 1 0          | 19:44,2 |
| 5     | Maren Hammerschmidt  | SK Winterberg                   | WSV           | 1 2          | 20:00,2 |
| 6     | Nadine Horchler      | SC Willingen / BwB              | HSV           | 1 2          | 20:21,6 |
| 7     | Vanessa Hinz         | SC Schliersee / ZOLL            | BSV-O         | 1 2          | 20:25,5 |
| 8     | Miriam Gössner       | SC Garmisch / ZOLL              | BSV-W         | 2 1          | 20:31,9 |
| 9     | Stephanie Jesse      | WSV Clausthal-Zellerfeld / SKIH | NSV           | 0 0          | 21:26,3 |
| 10    | Marion Deigentesch   | SV Oberteisendorf / ZOLL        | BSV-C         | 1 1          | 21:35,9 |

#### Verfolgung (10 km)
| Platz | Sportlerin          | Verein                            | Landesverband | Schießfehler | Zeit    |
| ----- | ------------------- | --------------------------------- | ------------- | ------------ | ------- |
| 1     | Laura Dahlmeier     | SC Partenkirchen / ZOLL           | BSV-W         | 1 1 0 1      | 31:27,6 |
| 2     | Karolin Horchler    | WSV Clausthal-Zellerfeld / BwB    | NSV           | 0 2 2 2      | +1:10,8 |
| 3     | Luise Kummer        | SV Frankenhain / BwO              | TSV           | 1 2 2 0      | +1:10,9 |
| 4     | Maren Hammerschmidt | SK Winterberg                     | WSV           | 2 1 2 1      | +1:17,4 |
| 5     | Nadine Horchler     | SC Willingen / BwB                | HSV           | 2 0 3 1      | +2:15,9 |
| 6     | Miriam Gössner      | SC Garmisch / ZOLL                | BSV-W         | 0 0 2 3      | +2:30,8 |
| 7     | Vanessa Hinz        | SC Schliersee / ZOLL              | TSV           | 0 0 5 2      | +2:49,6 |
| 8     | Annika Knoll        | SV Friedenweiler-Rudenberg / ZOLL | SBW           | 1 0 1 2      | +6:55,4 |
| 9     | Anna Siemoneit      | SSV Altenberg / BwFb              | SVSAC         | 3 1 3 1      | +7:26,2 |
| 10    | Marion Deigentesch  | SV Oberteisendorf / ZOLL          | BSV-C         | 1 2 1 3      | +7:46,9 |

Franziska Hildebrand gab in Führung liegend nach dem zweiten liegenden Anschlag wegen Problemen im Schienbeinbereich auf.

#### Staffel (3 × 6 km)
| Platz | Staffel / Sportler        | Verein                            | Landesverband     | Strafrunden | Zeit     |
| ----- | ------------------------- | --------------------------------- | ----------------- | ----------- | -------- |
| 1     | NSV 1                     |                                   |                   | 0+0         | 51:22,6  |
|       | Franziska Hildebrand      | WSV Clausthal-Zellerfeld / BwB    | Niedersachsen     | 0+0         | 16:11,5  |
|       | Carolin Leunig            | WSV Clausthal-Zellerfeld / BPOL   | Niedersachsen     | 0+0         | 18:18,8  |
|       | Karolin Horchler          | WSV Clausthal-Zellerfeld / BwB    | Niedersachsen     | 0+0         | 16:52,3  |
| 2     | BSV 1                     |                                   |                   | 0+1         | +1:26,4  |
|       | Vanessa Hinz              | SC Schliersee / ZOLL              | Bayern            | 0+1         | 17:32,4  |
|       | Miriam Gössner            | SC Garmisch / ZOLL                | Bayern            | 0+0         | 16:59,8  |
|       | Marion Deigentesch        | SV Oberteisendorf / ZOLL          | Bayern            | 0+0         | 18:16,8  |
| 3     | TSV 1                     |                                   |                   | 0+0         | +2:14,8  |
|       | Luise Kummer              | SV Frankenhain / BwO              | Thüringen         | 0+0         | 16:56,2  |
|       | Theresa Maria Straßberger | WSV Oberhof / BwO                 | Thüringen         | 0+0         | 17:36,0  |
|       | Sabrina Kahl              | Großbreitenbacher SV / BwO        | Thüringen         | 0+0         | 19:05,2  |
| 4     | SBW 1                     |                                   |                   | 1+0         | +4:25,3  |
|       | Janina Hettich            | SC Schönwald / BwT                | Baden-Württemberg | 1+0         | 19:16,6  |
|       | Annika Knoll              | SV Friedenweiler-Rudenberg / ZOLL | Baden-Württemberg | 0+0         | 17:34,8  |
|       | Marina Sauter             | DAV Ulm / SKIF                    | Baden-Württemberg | 0+0         | 18:56,5  |
| 5     | TSV 2                     |                                   |                   | 2+0         | +6:56,4  |
|       | Helene Therese Hendel     | WSV Oberhof / BwO                 | Thüringen         | 0+0         | 18:42,3  |
|       | Sarah Wagner              | SCM Zella-Mehlis / BwF            | Thüringen         | 1+0         | 19:28,0  |
|       | Vanessa Voigt             | WSV Brotterode / SGO              | Thüringen         | 1+0         | 20:08,7  |
| 6     | BSV 2                     |                                   |                   | 2+4         | +7:49,0  |
|       | Verena Schrötter          | SV Arnbruck / LpB                 | Bayern            | 1+0         | 19:40,8  |
|       | Sarah Schaber             | TSV Buchenberg / BwS              | Bayern            | 1+4         | 21:10,7  |
|       | Christina Schrötter       | SV Arnbruck / LpB                 | Bayern            | 0+0         | 18:20,1  |
| 7     | BSV 3                     |                                   |                   | 3+2         | +10:14,6 |
|       | Nina Slivensky            | WSV Kiefersfelden / CJD           | Bayern            | 3+0         | 22:15,0  |
|       | Stefanie Scherer          | SC Wall / CJD                     | Bayern            | 0+0         | 19:22,7  |
|       | Anna Neuner               | SC Wallgau / BwM                  | Bayern            | 0+2         | 19:59,5  |

#### Massenstart (12,5 km)
| Platz | Sportler                  | Verein                            | Landesverband | Schießfehler | Zeit    |
| ----- | ------------------------- | --------------------------------- | ------------- | ------------ | ------- |
| 1     | Luise Kummer              | SV Frankenhain / BwO              | TSV           | 0 0 0 0      | 34:33,0 |
| 2     | Karolin Horchler          | WSV Clausthal-Zellerfeld / BwB    | NSV           | 0 1 0 1      | +44,5   |
| 3     | Nadine Horchler           | SC Willingen / BwB                | HSV           | 0 1 2 0      | +1:09,3 |
| 4     | Franziska Hildebrand      | WSV Clausthal-Zellerfeld / BwB    | NSV           | 0 0 1 2      | +1:27,6 |
| 5     | Maren Hammerschmidt       | SK Winterberg                     | WSV           | 1 2 1 1      | +1:35,8 |
| 6     | Vanessa Hinz              | SC Schliersee / ZOLL              | BSV-O         | 2 0 2 1      | +2:34,8 |
| 7     | Theresa Maria Straßberger | WSV Oberhof / BwO                 | TSV           | 1 1 1 1      | +3:17,4 |
| 8     | Annika Knoll              | SV Friedenweiler-Rudenberg / ZOLL | SBW           | 0 1 1 1      | +3:41,0 |
| 9     | Anna Siemoneit            | SSV Altenberg / BwFb              | SVSAC         | 0 0 0 2      | +3:57,5 |
| 10    | Carolin Leunig            | WSV Clausthal-Zellerfeld / BPOL   | NSV           | 1 2 1 0      | +4:10,8 |

### Männer

#### Sprint (10 km)

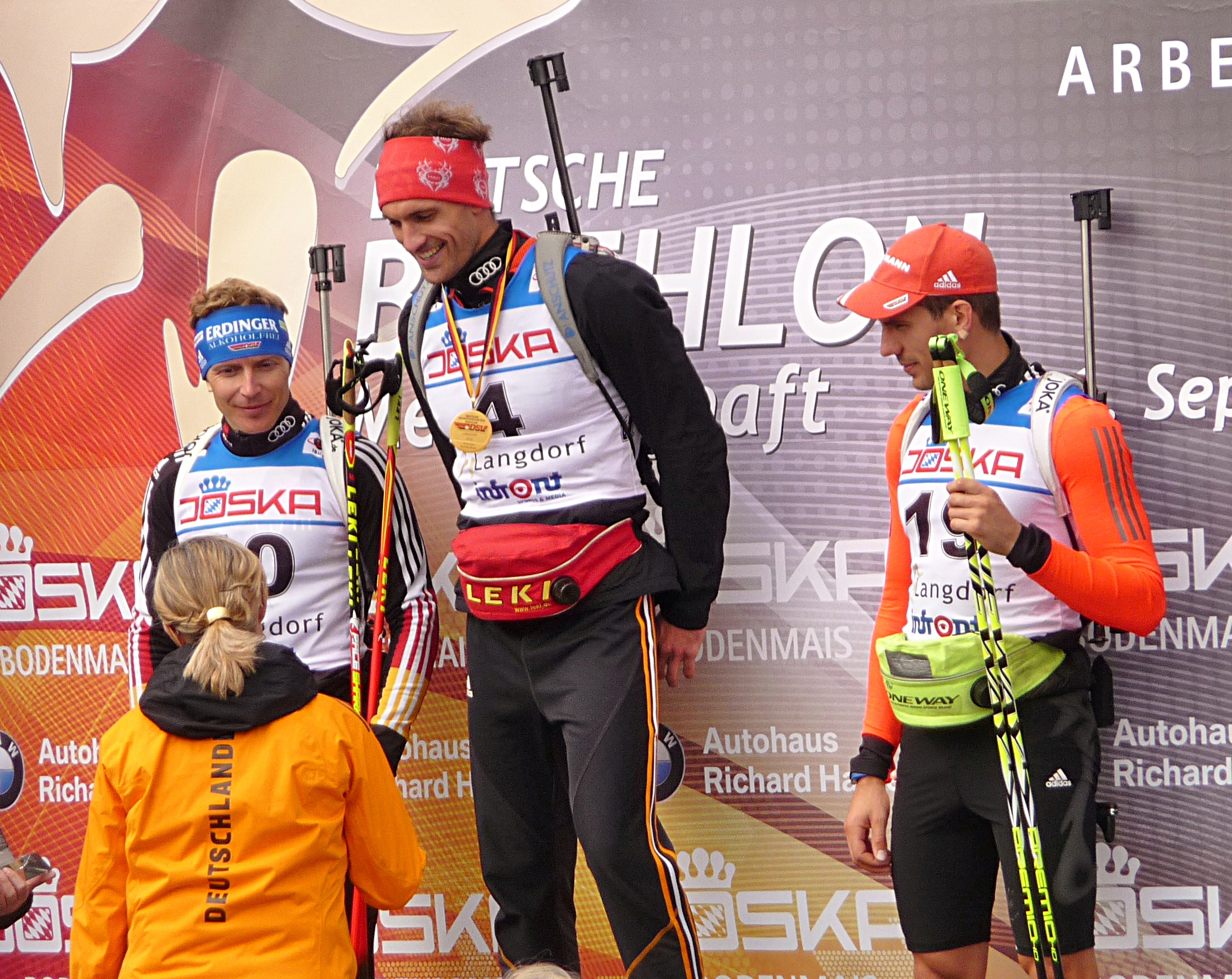
Siegerehrung im Sprint der Männer

| Platz | Sportler           | Verein                          | Landesverband | Schießfehler | Zeit    |
| ----- | ------------------ | ------------------------------- | ------------- | ------------ | ------- |
| 1     | Michael Willeitner | SK Berchtesgaden / BPOL         | BSV-C         | 0 0          | 24:07,2 |
| 2     | Andreas Birnbacher | SC Schleching / BwB             | BSV-C         | 0 1          | 24:13,7 |
| 3     | Arnd Peiffer       | WSV Clausthal-Zellerfeld / BPOL | NSV           | 0 1          | 24:25,5 |
| 4     | Niklas Homberg     | SK Berchtesgaden / ZOLL         | BSV-C         | 0 1          | 24:37,5 |
| 5     | Johannes Kühn      | WSV Reit im Winkl / ZOLL        | BSV-C         | 0 2          | 24:42,3 |
| 6     | Daniel Böhm        | SC Buntenbock / BPOL            | NSV           | 0 1          | 24:51,6 |
| 7     | Erik Lesser        | SV Frankenhain / BwO            | TSV           | 2 0          | 24:57,7 |
| 8     | Simon Schempp      | SZ Uhingen / ZOLL               | SBW           | 2 2          | 25:09,7 |
| 9     | Florian Graf       | WSV Eppenschlag / ZOLL          | BSV-B         | 0 2          | 25:11,6 |
| 10    | Roman Rees         | SV Schauinsland / ZOLL          | SBW           | 1 0          | 25:16,6 |

#### Verfolgung (12,5 km)
| Platz | Sportler           | Verein                          | Landesverband | Schießfehler | Zeit    |
| ----- | ------------------ | ------------------------------- | ------------- | ------------ | ------- |
| 1     | Simon Schempp      | SZ Uhingen / ZOLL               | SBW           | 0 1 1 2      | 32:04,2 |
| 2     | Daniel Böhm        | SC Buntenbock / BPOL            | NSV           | 0 0 1 1      | +2,3    |
| 3     | Arnd Peiffer       | WSV Clausthal-Zellerfeld / BPOL | NSV           | 1 1 1 1      | +7,0    |
| 4     | Erik Lesser        | SV Frankenhain / BwO            | TSV           | 1 1 1 0      | +30,0   |
| 5     | Michael Willeitner | SK Berchtesgaden / BPOL         | BSV-C         | 0 2 2 3      | +34,3   |
| 6     | Andreas Birnbacher | SC Schleching / BwB             | BSV-C         | 2 2 2 1      | +38,4   |
| 7     | Fabian Bekelaer    | SV Bayer, Eisenstein / BwB      | BSV-B         | 0 1 0 1      | +50,9   |
| 8     | Roman Rees         | SV Schauinsland / ZOLL          | SBW           | 0 1 2 1      | +1:12,7 |
| 9     | Matthias Dorfer    | SV Marzoll / BwB                | BSV-C         | 1 3 0 0      | +1:35,0 |
| 10    | Lukas Rombach      | SC Wehr / BwB                   | SBW           | 0 1 3 1      | +1:53,6 |

#### Staffel (3 × 7,5 km)
| Platz | Staffel / Sportler | Verein                          | Landesverband     | Strafrunden | Zeit     |
| ----- | ------------------ | ------------------------------- | ----------------- | ----------- | -------- |
| 1     | BSV 1              |                                 |                   | 0+1         | 53:24,3  |
|       | Michael Willeitner | SK Berchtesgaden / BPOL         | Bayern            | 0+1         | 18:04,6  |
|       | Andreas Birnbacher | SC Schleching / BwB             | Bayern            | 0+0         | 17:18,8  |
|       | Johannes Kühn      | WSV Reit im Winkl / ZOLL        | Bayern            | 0+0         | 18:00,9  |
| 2     | SBW 1              |                                 |                   | 0+0         | +12,5    |
|       | Roman Rees         | SV Schauinsland / ZOLL          | Baden-Württemberg | 0+0         | 17:48,9  |
|       | Benedikt Doll      | SZ Breitnau / BwO               | Baden-Württemberg | 0+0         | 18:28,0  |
|       | Simon Schempp      | SZ Uhingen / ZOLL               | Baden-Württemberg | 0+0         | 17:19,9  |
| 3     | BSV 3              |                                 |                   | 0+0         | +25,5    |
|       | Korbinian Raschke  | SC Bergen / BPOL                | Bayern            | 0+0         | 18:08,5  |
|       | Niklas Homberg     | SK Berchtesgaden / ZOLL         | Bayern            | 0+0         | 17:34,5  |
|       | Matthias Dorfer    | SV Marzoll / BwB                | Bayern            | 0+0         | 18:06,8  |
| 4     | BSV 2              |                                 |                   | 0+1         | +47,9    |
|       | Matthias Bischl    | SV Söchering / BwB              | Bayern            | 0+1         | 18:27,6  |
|       | Fabian Bekelaer    | SV Bayer, Eisenstein / BwB      | Bayern            | 0+0         | 17:48,7  |
|       | Florian Graf       | WSV Eppenschlag / ZOLL          | Bayern            | 0+0         | 17:55,9  |
| 5     | TSV 1              |                                 |                   | 0+0         | +1:47,7  |
|       | Maximilian Janke   | WSV Oberhof / BwO               | Thüringen         | 0+0         | 18:20,6  |
|       | Philipp Horn       | SV Frankenhain / BwO            | Thüringen         | 0+0         | 18:19,8  |
|       | Steffen Bartscher  | WSV Oberhof / BwO               | Thüringen         | 0+0         | 18:31,6  |
| 6     | BSV 4              |                                 |                   | 0+0         | +2:29,2  |
|       | Philipp Nawrath    | SK Nesselwang / LpB             | Bayern            | 0+0         | 18:13,8  |
|       | Niklas Kellerer    | RSC Sportcamp Kelheim / BwBg    | Bayern            | 0+0         | 18:48,9  |
|       | Sebastian Eisenhut | SC Schliersee / BwM             | Bayern            | 0+0         | 18:50,8  |
| 7     | NSV 1              |                                 |                   | 0+0         | +3:16,0  |
|       | Daniel Böhm        | SC Buntenbock / BPOL            | Niedersachsen     | 0+0         | 17:53,7  |
|       | Arnd Peiffer       | WSV Clausthal-Zellerfeld / BPOL | Niedersachsen     | 0+0         | 17:30,3  |
|       | Johannes Wolf      | WSV Clausthal-Zellerfeld / SKIH | Niedersachsen     | 0+0         | 21:16,3  |
| 8     | BSV 5              |                                 |                   | 0+1         | +4:13,0  |
|       | Marco Groß         | SC Ruhpolding / ZOLL            | Bayern            | 0+1         | 19:44,6  |
|       | Dominic Schmuck    | SC Schleching / BPOL            | Bayern            | 0+0         | 18:55,8  |
|       | Dominic Reiter     | SC Ruhpolding / BPOL            | Bayern            | 0+0         | 18:56,9  |
| 9     | BSV 6              |                                 |                   | 0+0         | +4:29,0  |
|       | David Zobel        | SC Partenkirchen / ZOLL         | Bayern            | 0+0         | 18:35,9  |
|       | Marinus Veit       | SC Bayrischzell                 | Bayern            | 0+0         | 20:09,0  |
|       | Hannes Schandl     | SC Wallgau / BwM                | Bayern            | 0+0         | 19:08,4  |
| 10    | BSV 7              |                                 |                   | 1+0         | +10:53,5 |
|       | Simon Groß         | SC Ruhpolding                   | Bayern            | 0+0         | 19:55,8  |
|       | Frederic Plützer   | SC Ruhpolding                   | Bayern            | 1+0         | 22:11,4  |
|       | Pirmin Homberg     | SK Berchtesgaden                | Bayern            | 0+0         | 22:10,6  |

#### Massenstart (15 km)
| Platz | Sportler           | Verein                          | Landesverband | Schießfehler | Zeit    |
| ----- | ------------------ | ------------------------------- | ------------- | ------------ | ------- |
| 1     | Arnd Peiffer       | WSV Clausthal-Zellerfeld / BPOL | NSV           | 0 0 1 0      | 35:58,0 |
| 2     | Andreas Birnbacher | SC Schleching / BwB             | BSV-C         | 0 1 1 1      | +14,5   |
| 3     | Simon Schempp      | SZ Uhingen / ZOLL               | SBW           | 1 0 1 2      | +30,0   |
| 4     | Matthias Dorfer    | SV Marzoll / BwB                | BSV-C         | 1 0 1 0      | +38,0   |
| 5     | Daniel Böhm        | SC Buntenbock / BPOL            | NSV           | 0 0 0 2      | +44,8   |
| 6     | Michael Willeitner | SK Berchtesgaden / BPOL         | BSV-C         | 0 1 1 1      | +56,9   |
| 7     | Florian Graf       | WSV Eppenschlag / ZOLL          | BSV-B         | 1 0 3 1      | +1:27,3 |
| 8     | Fabian Bekelaer    | SV Bayer, Eisenstein / BwB      | BSV-B         | 1 1 0 0      | +1:28,7 |
| 9     | Roman Rees         | SV Schauinsland / ZOLL          | SBW           | 0 2 0 1      | +1:48,2 |
| 10    | Steffen Bartscher  | WSV Oberhof / BwO               | TSV           | 1 2 0 0      | +1:52,7 |